# 清井正
清井 正（きよい ただし、1910年（明治43年）11月14日 - 2006年（平成18年）12月13日）は、日本の農林官僚。農林事務次官。東京都出身。

## 来歴
東京帝国大学法学部卒業後、農林省入省（米穀部嘱託）。林野庁林政部長、食糧庁総務部長、農業改良局長を経て、1953年（昭和28年）水産庁長官、1954年（昭和29年）食糧庁長官、1956年（昭和31年）に農林事務次官に就任。
1957年（昭和32年）に退官後、日本穀物検定協会会長、農林漁業金融公庫総裁、農業信用保険協会理事長、日本中央競馬会理事長、東京都競馬社長、同会長を歴任した。

## 略歴
- 東京府立六中、旧制四高卒業
- 1931年（昭和6年） 高等試験行政科合格
- 1932年（昭和7年） 東京帝国大学法学部卒業
- 農林省入省
- 1941年（昭和16年）4月1日 総力戦研究所所員
- 1948年（昭和23年）5月14日 農林省林野局（林野庁）林政部長
- 1949年（昭和24年）6月1日 食糧庁総務部長
- 1952年（昭和27年）1月8日 農林省農業改良局長
- 1953年（昭和28年）2月7日 水産庁長官
- 1954年（昭和29年）12月16日 食糧庁長官
- 1956年（昭和31年）6月25日 農林事務次官
- 1957年（昭和32年）8月31日 退官
- 1958年（昭和33年）12月22日 農林漁業金融公庫総裁
- 1965年（昭和40年）4月1日 同再任
- 1966年（昭和41年）6月25日 同依願退任
- 1966年（昭和41年）9月10日 日本中央競馬会理事長
- 1969年（昭和44年）9月12日 同再任
- 1972年（昭和47年）6月29日 同依願退任
- 1981年（昭和56年）4月29日 叙勲二等授旭日重光章
- 2006年（平成18年）12月13日 死去。叙正四位